# Селищенська сільська територіальна громада
Селищенська сільська об'єднана територіальна громада — об'єднана територіальна громада в Україні, в Звенигородському районі Черкаської області. Адміністративний центр — село Селище.
Площа громади — 91,91 км², населення — 2293 мешканці (2018).
Утворена 9 листопада 2016 року шляхом об'єднання Селищенської та Сухинівської сільських рад Корсунь-Шевченківського району.
Згідно з розпорядженням Кабінету Міністрів України від 12.06.2020 № 728-р до складу громади була включені Завадівська, Квітчанська, Кошмаківська, Петрушківська, Черепинська сільські ради Корсунь-Шевченківського району та Журавська сільська рада Городищенського району.

## Населені пункти
У складі громади 16 сіл: Вільхівчик, Глушки, Гута-Селицька, Журавка, Завадівка, Карашина, Квітки, Кошмак, Листивина, Миропілля, Петрушки, Селище, Сухини, Тараща, Тихі Верби, Черепин.